# كارلوس راؤول فيلانويفا
كارلوس راؤول فيلانويفا (بالإسبانية: Carlos Raúl Villanueva) هو مهندس معماري ومخطط حضري فنزويلي، ولد في 30 مايو 1900 في لندن في المملكة المتحدة، وتوفي في 16 أغسطس 1975 في كاراكاس في فنزويلا.

## وصلات خارجية
- كارلوس راؤول فيلانويفا على موقع الموسوعة البريطانية (الإنجليزية)